# Autorité combinée du Grand Manchester

Situation géographique de l'autorité combinée

L’autorité combinée du Grand Manchester (en anglais : Greater Manchester Combined Authority) est une autorité combinée du nord-ouest de l'Angleterre, au Royaume-Uni. Créée le 1er avril 2011, elle dirige le Grand Manchester et comprend dix membres et un maire.

## Politique et administration
L'autorité combinée est dirigée par dix membres, chacun étant un élu d'un des dix districts métropolitains du Grand Manchester, et depuis 2015, par un maire du Grand Manchester, élu directement depuis 2017.
| Période     | Période    | Identité     | Étiquette          | Qualité |
| ----------- | ---------- | ------------ | ------------------ | ------- |
| 29 mai 2015 | 8 mai 2017 | Tony Lloyd   | Parti travailliste |         |
| 8 mai 2017  | En cours   | Andy Burnham | Parti travailliste |         |